# Ражняни
Ражняни (словац. Ražňany) — село в Словаччині, Сабинівському окрузі Пряшівського краю.
Уперше згадується у 1248 році.
У селі є римо—католицький костел з 1510 року на фундаменті старішого костела, перебудований у 1540, 1778, та 1908 році.

## Географія
Розташоване в північно-східній частині Словаччини в Шариській долині на березі потока Шалґов.

## Населення
| Рік:            | 1994. | 2004.   | 2014.   | 2024.    |
| --------------- | ----- | ------- | ------- | -------- |
| Кількість осіб: | 1354  | 1443    | 1504    | 1657     |
| Різниця:        |       | +6,57 % | +4,22 % | +10,17 % |

| Рік:            | 2023. | 2024.   |
| --------------- | ----- | ------- |
| Кількість осіб: | 1660  | 1657    |
| Різниця:        |       | -0,18 % |

У селі проживає 1503 осіб.
Національний склад населення (за даними останнього перепису населення — 2001 року):
- словаки — 96,58 %,
- цигани — 2,86 %,
- чехи — 0,21 %,
- угорці — 0,14 %,
- русини — 0,07 %,
- українці — 0,07 %.

Склад населення за приналежністю до релігії станом на 2001 рік:
- римо-католики — 96,72 %,
- греко-католики — 1,67 %,
- протестанти — 0,28 %,
- православні — 0,14 %,
- гусити — 0,07 %,
- не вважають себе вірянами або не належать до жодної вищезгаданої конфесії — 0,84 %.